# Johanna Geyer-Carles
Johanna Geyer-Carles (* 10. Oktober 1995 in Toulon) ist eine französische Leichtathletin, die sich auf den Mittelstreckenlauf spezialisiert hat.

## Sportliche Laufbahn
Erste Erfahrungen sammelte Johanna Geyer-Carles bei den Crosslauf-Weltmeisterschaften 2013 in Bydgoszcz, bei denen sie in 21:11 min den 60. Platz im U20-Rennen belegte. Im Juli startete sie im 1500-Meter-Lauf bei den Junioreneuropameisterschaften in Rieti und belegte dort in 4:23,50 min den sechsten Platz, ehe sie bei den Crosslauf-Europameisterschaften in Belgrad mit 13:48 min auf Rang 16 im U20-Rennen gelangte. Im Jahr darauf schied sie bei den Juniorenweltmeisterschaften in Eugene mit 4:33,84 min in der Vorrunde über 1500 Meter aus und bei den Crosslauf-Europameisterschaften 2015 in Hyères wurde sie mit 20:55 min 29. im U23-Rennen. 2016 siegte sie in 4:15,61 min bei den U23-Mittelmeer-Meisterschaften in Tunis und im Dezember gelangte sie bei den Crosslauf-Europameisterschaften in Chia mit 20:15 min auf Rang 15 im U23-Rennen. Bei den Crosslauf-Europameisterschaften 2017 in Šamorín wurde sie nach 22:23 min 42. im U23-Rennen und im Jahr darauf gewann sie bei den Crosslauf-Europameisterschaften 2018 in Tilburg in 16:12 min gemeinsam mit Alexis Miellet, Rénelle Lamote und Mahiedine Mekhissi die Silbermedaille in der Mixed-Staffel hinter dem spanischen Team.
2016 wurde Geyer-Carles französische Meisterin im Crosslauf.

## Persönliche Bestleistungen
- 1500 Meter: 4:10,38 min, 3. Juni 2017 in Marseille
  - 1500 Meter (Halle): 4:24,17 min, 6. Januar 2016 in Fontainebleau
- 3000 Meter: 9:19,73 min, 9. August 2019 in Bydgoszcz
  - 3000 Meter (Halle): 9:17,22 min, 22. Januar 2021 in Miramas